# همیشه (فیلم ۲۰۱۱)
همیشه (انگلیسی: Always; کره‌ای: 오직 그대만) یک فیلم درام سال ۲۰۱۱ کره جنوبی به کارگردانی سونگ ایل گون و با بازی سو جی سوب و هان هیو جو است. این فیلم عشق میان بوکسور سابق و دختری که کم‌کم در حال نابیناشدن اما هنوز با روحیه و پرانرژی است را روایت می‌کند. این فیلم در ۲۰ اکتبر ۲۰۱۱ منتشرشد. همیشه در کره جنوبی در کل به تعداد ۱٬۰۲۷٬۶۱۴ بلیت فروخت.

## بازیگران
- سو جی سوب در نقش جانگ چول مین / جانگ مارسلینو[۵]
- هان هیو جو در نقش ها جونگ هوا[۶]
- یون جونگ هوا در نقش مین ته شیک
- کانگ شین-ایل در نقش چوی
- پارک چول-مین در نقش مربی بانگ
- جو سونگ ها در نقش رئیس بخش چوی
- جین گو در نقش صاحب فروشگاه سفال
- اوه کوانگ-روک در نقش پارک چانگ سو